# Irina Jurjewna Dolgowa
Irina Jurjewna Dolgowa (russisch Ирина Юрьевна Долгова; * 26. September 1995 in Bratsk) ist eine russische Judoka. 2018 war sie Europameisterin im Superleichtgewicht, der Gewichtsklasse bis 48 Kilogramm.

## Sportliche Karriere
Dolgowa siegte 2009 bei der Schüler-Spartakiade, 2010 war sie U17-Europameisterin. 2011 siegte sie sowohl bei den U17-Europameisterschaften als auch bei den U17-Weltmeisterschaften. Im Jahr darauf siegte sie bei den U20-Europameisterschaften und belegte den zweiten Platz bei den U23-Europameisterschaften. 2013 war sie Junioren-Europameisterin und U21-Weltmeisterin. 2014 war sie noch einmal Zweite der U23-Europameisterschaften.
Ihre erste Meisterschafts-Medaille im Erwachsenenbereich gewann Dolgowa bei den im Rahmen der Europaspiele 2015 in Baku ausgetragenen Europameisterschaften. Im Viertelfinale bezwang sie die Ungarin Éva Csernoviczki. Nach ihrer Halbfinalniederlage gegen die Belgierin Charline Van Snick siegte sie im Kampf um eine Bronzemedaille gegen die Spanierin Julia Figueroa. Im Oktober 2015 gewann sie in Abu Dhabi ihr erstes Grand-Slam-Turnier. Bei den Olympischen Spielen 2016 in Rio de Janeiro siegte sie in ihrem ersten Kampf über die Nordkoreanerin Kim Sol-mi, im Achtelfinale schied sie gegen die spätere Olympiasiegerin Paula Pareto aus Argentinien aus.
Bei den Europameisterschaften 2017 in Warschau siegte sie im Halbfinale gegen die Rumänin Monica Ungureanu, im Finale unterlag sie gegen die Ukrainerin Darja Bilodid. Bei den Weltmeisterschaften 2017 in Budapest verlor sie im Viertelfinale gegen die Japanerin Ami Kondo. Mit einem Sieg über die Französin Melanie Clement erreichte sie den Kampf um Bronze, den sie gegen die Mongolin Otgontsetseg Galbadrakh verlor. 2018 bezwang sie im Halbfinale der Europameisterschaften in Tel Aviv Melanie Clement, das Finale gewann sie gegen Éva Csernoviczki. Bei den Weltmeisterschaften in Baku schied sie in der ersten Runde gegen Paula Pareto aus. Im November 2018 siegte die für ZSKA Moskau antretende Irina Dolgowa bei den Militärweltmeisterschaften. 2019 erreichte Dolgowa das Finale der Europameisterschaften, die im Rahmen der Europaspiele in Minsk ausgetragen wurden. Nach ihrer Niederlage gegen Darja Bilodid aus der Ukraine erhielt Dolgowa die Silbermedaille.
2021 belegte Dolgowa den fünften Platz bei den Europameisterschaften in Lissabon, nachdem sie im Halbfinale gegen Darja Bilodid und im Kampf um Bronze gegen Melanie Clement unterlegen war. Bei den Olympischen Spielen in Tokio schied sie im Achtelfinale gegen Lin Chen-hao aus Taiwan aus.